# Elecciones generales de Liberia de 2011
Las elecciones generales de Liberia de 2011 se realizaron el 11 de octubre para elegir al Presidente del período 2012-2018, renovar la totalidad de la Cámara de Representantes, y la mitad del Senado. La Presidenta Ellen Johnson-Sirleaf se presentó a la reelección para un segundo y último mandato de seis años, siendo Winston Tubman, candidato del opositor Congreso para el Cambio Democrático, y Prince Johnson, de la Unión Nacional para el Progreso Democrático, sus principales oponentes.
Durante la campaña hubo algunos incidentes violentos y ataques contra políticos y simpatizantes del oficialista Partido de la Unidad, siendo la mayoría atribuidos al Congreso para el Cambio Democrático. La oposición amenazó varias veces con desconocer los resultados, tanto antes como después de la primera vuelta.
Los resultados de las elecciones legislativas y la primera vuelta de las elecciones presidenciales se dieron a conocer el 25 de octubre de 2011. En las elecciones legislativas, el Partido de la Unidad mantuvo su pluralidad tanto en la Cámara como en el Senado, pero como en las elecciones anteriores ningún partido obtuvo mayoría absoluta en cualquiera de las dos cámaras. El Congreso para el Cambio Democrático obtuvo la victoria por voto popular en las elecciones al Senado, suceso que se repetiría en las siguientes elecciones de 2014. Por otro lado, la retención de legisladores titulares fue muy baja: tan solo dos de los catorce senadores que buscaban mantenerse en el cargo obtuvieron la reelección, y solo veinticinco de los cincuenta y nueve representantes que se presentaron a la reelección fueron retenidos en sus cargos. En la primera vuelta presidencial, Sirleaf obtuvo poco más del 43% de los votos, y Tubman el 32%, debiendo programarse una segunda vuelta electoral entre ambos para el 8 de noviembre.
Sin embargo, tal y como sucedió en las anteriores elecciones con la candidatura de George Weah en la segunda vuelta de 2005, al conocerse los resultados preliminares el Congreso para el Cambio Democrático denunció que el gobierno de Sirleaf había cometido fraude electoral, y que la segunda vuelta no sería libre y justa, negándose a participar. Como medida para garantizar su concurrencia en el balotaje, el CDC exigió la renuncia del Presidente de la Comisión Electoral Nacional (NEC), James M. Fromayan, renuncia que finalmente se efectuó el 30 de octubre. Fromayan declaró que no reconocía las acusaciones, y que simplemente renunciaba para garantizar la paz y la participación del CDC en las elecciones.
El 4 de noviembre, Tubman rechazó participar en la segunda vuelta de todas formas, afirmando que no estaban dadas las garantías para que la elección fuera transparente. Como para retirar su candidatura Tubman debía reconocer formalmente el triunfo de Sirleaf, el candidato resolvió solicitar a sus partidarios que boicotearan los comicios. Los intentos de Sirleaf y de la comunidad internacional, encabezados estos por la Unión Europea y la Comunidad Económica de Estados de África Occidental (CEDEAO), cuyos observadores garantizaron la transparencia de las elecciones, para cancelar el boicot fueron en vano, y Sirleaf fue reelegida con el 90% de los votos, contra un poco menos del 10% obtenido por Tubman, pero con una participación de tan solo el 38%. Al reconocerse que, de todas formas, la elección había sido limpia, Sirleaf fue declarada Presidenta electa el 15 de noviembre y juramentada el 16 de enero de 2012 para su segundo mandato, siendo la primera presidencia constitucional de Liberia finalizada con éxito desde el golpe de Estado de 1980.

## Acreditación
La acreditación de candidatos por la NEC (Comisión Electoral Nacional) se llevó a cabo del 20 de julio al 15 de agosto de 2011, en el Complejo Deportivo Samuel Kanyon Doe en Paynesville. Los candidatos tenían que presentar una carta de intención, declaraciones juradas de ciudadanía y domicilio, un informe de impuestos, formularios de revelación financiera y una forma válida de identificación. Tras la conclusión del período de acreditación, el presidente de la NEC, James M. Fromayan, señaló que de los 2.700 formularios de inscripción entregados a aspirantes políticos, sólo se habían devuelto 920. Dijo que no se permitiría ningún período de gracia para los solicitantes finales.
La NEC acreditó a 799 observadores internacionales de 31 países y organizaciones internacionales para supervisar las elecciones, entre ellos destacan la Unión Africana, la Comunidad Económica de Estados de África Occidental, la Unión Europea, Iniciativa Sociedad Abierta para África Occidental, Instituto Nacional Democrático, Fundación Internacional de Sistemas Electorales, y personal de las embajadas de los Estados Unidos, Alemania, España, Francia y Suecia. Un equipo del Centro Carter fue dirigido por el expresidente nigeriano Yakubu Gowon. Además, 3,851 observadores locales de 68 organizaciones nacionales y medios de comunicación fueron acreditados por la NEC para supervisar las elecciones.

## Elección presidencial

### Nominaciones
En enero de 2010, durante un discurso ante la Legislatura Nacional, la Presidenta Ellen Johnson-Sirleaf, del Partido de la Unidad, anunció que se presentaría a la reelección. El partido aceptó nominarla nuevamente como candidata el 31 de octubre de ese mismo año. Ese mismo día, el vicepresidente Joseph Boakai fue nominado por Sirleaf y confirmado por el partido como su compañero de fórmula nuevamente. El Partido Whig Auténtico anunció el 16 de junio de 2011 que apoyaría la reelección de Sirleaf.
George Weah, que perdió ante Sirleaf en la segunda vuelta de 2005, confirmó su intención de postularse para la presidencia de nuevo en 2011. Charles Brumskine, que había quedado tercero contra Weah y Sirleaf en 2005, líder del Partido de la Libertad, anunció también que volvería a presentarse. Inicialmente, hubo negociaciones entre el Congreso para el Cambio Democrático y el Partido de la Libertad de unirse en una coalición para competir contra Sirleaf con Weah y Brumskine integrando la fórmula presidencial. Sin embargo, estas negociaciones finalmente se vinieron abajo, y en febrero de 2011, Brumskine anunció que presentaría una sola candidatura con el senador Franklin Siakor como compañero de fórmula.
El 1 de mayo, el Congreso para el Cambio Democrático presentó a Winston Tubman, sobrino del expresidente William Tubman y un abogado graduado en Harvard que terminó cuarto en las elecciones presidenciales de 2005, como candidato a presidente, con Weah como su compañero de fórmula.
Prince Johnson, un exlíder rebelde del Frente Patriótico Nacional Independiente de Liberia durante la primera guerra civil y senador por el condado de Nimba, también anunció su candidatura a la presidencia, formando su propio partido, la Unión Nacional para el Progreso Democrático, para respaldar su candidatura. Johnson originalmente eligió a Abel Massalay, senador por Grand Cape Mount, como su compañero de fórmula, pero lo despidió en enero de 2011. Johnson después eligió Lavala Supuwood, un abogado prominente, como su candidato a la vicepresidencia. Durante la campaña, Massalay anunció su apoyo a Sirleaf.
El Movimiento New Deal se unió con el Partido Patriótico Nacional (PNP), el Partido Nacional Democrático de Liberia (NDPL), el Partido Popular de Liberia, el Partido del Pueblo Unido, el Partido de los Derechos y la Igualdad de Liberia y el Partido del Trabajo de Liberia para formar la Coalición Nacional Democrática (NDC), que planeaba nominar un solo candidato presidencial y una lista única de candidatos legislativos. El 12 de febrero de 2011, New Deal nominó a Dew Mayson, un ex embajador de Liberia y profesor universitario, como su líder, y esperaban que fuera elegido candidato presidencial de la coalición. Sin embargo, el 6 de julio Mayson fue expulsado de su puesto de líder del New Deal, solo para ser reintegrado unas pocas semanas más tarde, sin que se explicaran los motivos. Mayson más tarde admitió a la prensa que había un debate interno dentro de la coalición sobre si presentar un candidato presidencial o simplemente disputar las legislativas. El día antes de la convención de la NDC, el NPP y el NDPL se retiraron de la coalición, y el 17 de julio, los miembros restantes nominaron a Mayson como su candidato presidencial.
Después de su retiro de la NDC, el NDPL anunció el 2 de agosto que apoyaría la candidatura de Sirleaf, mientras que el NPP confirmó su apoyo a Winston Tubman al día siguiente.
Nathaniel Barnes, líder del Partido del Destino Liberiano y Embajador de Liberia ante las Naciones Unidas, insinuó originalmente su intención de desafiar a Sirleaf para la presidencia en diciembre de 2010, pero posteriormente anunció el 8 de julio de 2011 que su partido había decidido no presentar un candidato presidencial.

### Candidaturas
El Presidente de la Comisión Nacional Electoral, Fromayan, declaró que de los dieciséis candidatos que habían presentado para una carrera presidencial, sólo once habían nombrado a un candidato a la vicepresidencia en su papeleta, y que los candidatos sin compañeros de fórmula no serían elegibles. Sin embargo, el 22 de agosto de 2011, la NEC publicó una lista de candidatos presidenciales provisionales, en la que figuraban todos los dieciséis candidatos, cada uno con un compañero de fórmula.
| - Gladys Beyan – Partido Democrático Popular de Liberia - Charles Brumskine – Partido de la Libertad - Chea Cheapoo – Partido Popular Progresista - James Chelley – Partido Original del Congreso de Liberia - Simeon Freeman – Movimiento para el Cambio Progresista - James Guseh – Partido de la Unificación Ciudadana - Prince Johnson – Unión Nacional para el Progreso Democrático - Ellen Johnson Sirleaf – Partido de la Unidad | - Marcus Roland Jones – Partido de la Victoria para el Cambio - Jonathan A. Mason – Unión de Demócratas Liberianos - Dew Mayson – Coalición Nacional Democrática - Manjerngie Ndebe – Partido de la Reconstrucción de Liberia - Kennedy Sandy – Partido de la Transformación de Liberia - Togba-Nah Tipoteh – Partido de la Alianza de la Libertad - Winston Tubman – Congreso para el Cambio Democrático - Hananiah Zoe – Partido del Empoderamiento de Liberia |

### Campaña
La campaña de Sirleaf destacó los logros y progresos que había logrado en seis años de gobierno. Su frase de campaña fue el término en inglés liberiano "Da my area" (en inglés: That's my area; en español: Esta es mi área) para referirse a su obra de gobierno. Sirleaf enfatizó el trabajo de su administración para aliviar la deuda del país, pagar a los funcionarios a tiempo, reconstruir las Fuerzas Armadas de Liberia, mejorar los servicios básicos y la infraestructura y restaurar la posición internacional de Liberia.
Brumskine hizo campaña en una plataforma basada en cuatro pilares: reconciliación, reforma, recuperación y reconstrucción. Afirmó que si fuera elegido, trabajaría para descentralizar al gobierno, así como para disminuir los poderes de lo que llamó una "presidencia imperial". También propuso la creación de un cuerpo de paz nacional en el cual los estudiantes viajarían a diferentes condados para promover el desarrollo y la reconciliación, así como una "clínica móvil" donde los equipos de médicos viajaran de pueblo en pueblo. Brumskine criticó a Sirleaf por romper su promesa de campaña de 2005 de no presentarse a la reelección. Afirmó también que, si perdía, no volvería a presentarse a la presidencia, pues quería dejar el camino a lo que llamó "una generación joven y nueva de liberianos".
Tubman declaró que uno de los problemas más apremiantes que enfrenta el país es conciliar la minoría américo-liberiana y la mayoría indígena, advirtiendo que si no se hiciera, se conduciría el país a otra guerra civil. Con respecto a la política, Tubman señaló que seguiría muchas de las políticas que Sirleaf en materia económica y social, pero argumentó que sus credenciales lo convertían en una mejor opción para dirigir a la nación. También criticó a Sirleaf por su participación pasada en el conflicto civil del país.

## Elecciones legislativas
Como resultado de la Ley Umbral de 2010, que revisó el esquema de prorrateo utilizado en las elecciones de 2005, se agregaron nueve puestos adicionales a la Cámara de Representantes. Sobre la base del censo de 2008, el condado de Montserrado ganó tres asientos adicionales, el condado de Nimba ganó dos asientos, y los condados de Bong, de Grand Bassa, Margibi y Lofa ganaron cada uno un asiento. En todos los demás condados, los distritos electorales permanecieron sin cambios.

## Controversias preelectorales

### Falso análisis preelectoral
El 9 de julio, el periódico liberiano FrontPageAfrica publicó un análisis preelectoral supuestamente encargado por el Partido de la Unidad. El informe, atribuido al profesor de derecho Larry Gibson de la Universidad de Maryland, proyectó que Sirleaf ganaría el 37.7% de los votos en la primera vuelta y destacó la importancia de obtener el respaldo de Dew Mayson y Prince Johnson en la segunda vuelta, afirmando que el Partido de la Unidad debía conservar sus "conexiones" con la Comisión Electoral. El gobierno liberiano negó que el análisis hubiera sido autorizado por Sirleaf o enviado a ella, diciendo que "el llamado correo electrónico contiene mentiras y falsedades, e intenta crear confusión en la mente de los liberianos mientras se embarcan en el proceso democrático de este año". Gibson también negó el autor del análisis, observando que mientras que él había ayudado a Sirleaf durante su campaña 2005, no había vuelto a trabajar para ella o cualquier otra campaña política liberiana desde entonces.

### Denuncias de fraude electoral
La NEC anunció el 9 de agosto de 2011 que había descubierto más de 10.000 personas en sus listas de votantes que se habían registrado más de una vez para votar en las elecciones. La NEC remitió los nombres al Ministerio de Justicia para que fueran enjuiciados por fraude electoral. El Ministerio de Justicia confirmó más tarde que estaba investigando el asunto.

### Violencia preelectoral

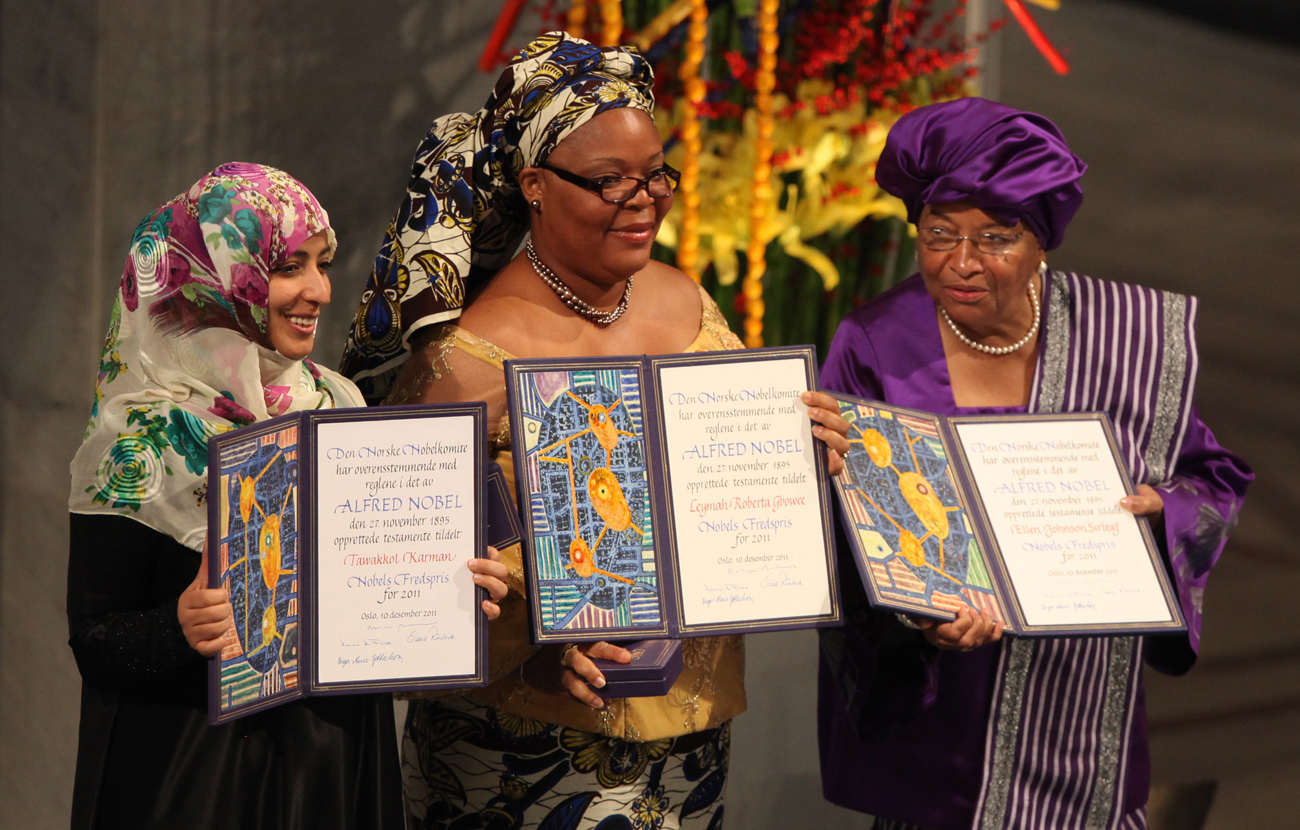
La entrega del Premio Nobel de la Paz a Sirleaf, días antes de las elecciones, desató una amplia controversia dentro del país.

La senadora Gloria Musu-Scott, del Partido de la Unidad, afirmó que su convoy de vehículos había sido atacado el 9 de agosto mientras viajaba a Monrovia desde el condado de Maryland, donde había sido nuevamente nominada como candidata de su partido para su reelección. De acuerdo con Scott y uno de sus conductores, debió cambiar de vehículo cuando el que la llevaba se descompuso. Después de que dejó el vehículo dañado y su conductor detrás, cinco hombres enmascarados se acercaron y se robaron el vehículo. Scott declaró que había denunciado el incidente al Ministerio de Justicia para su investigación.
El 15 de agosto, manifestantes enojados atacaron a George Weah en su casa, aunque no resultó herido. Ese mismo día, otro grupo atacó a la senadora Geraldine Doe-Sheriff, Presidenta Nacional del CDC, ya otros funcionarios del partido en la sede del CDC en Bentol. Doe-Sheriff y los funcionarios fueron golpeados físicamente y se les impidió salir del edificio, mientras que un periodista que cubría el evento también fue atacado. Según los informes, los manifestantes estaban enojados por supuestos fraude en las elecciones legislativas primarias del CDC celebradas el día anterior.
Dos hombres destruyeron el automóvil del funcionario del Partido de la Unidad Eugene Nagbe con una bomba de gasolina en el patio de su casa en el condado de Margibi el 17 de agosto. Nagbe, que había sido Secretario General del CDC antes de salir para convertirse en el jefe de campaña adjunto de Sirleaf a principios de 2011, no fue dañado en el ataque. El Ministerio de Justicia dijo más tarde que había iniciado una investigación sobre el incidente. El expresidente de la Cámara, Edwin Snowe, afirmó más tarde que Nagbe había recibido previamente un mensaje de texto amenazador de un teléfono remitido a la prometida del principal guardaespaldas de George Weah y que este había remitido el texto a la policía. La Policía Nacional de Liberia arrestó más tarde a tres sospechosos que se creía involucrados en el ataque a Nagbe, así como varios casos separados de robo a mano armada y violación en grupo.
El mismo día que Nagbe fue atacado, la Ministra Asistente de Información de Cultura, Jacqueline Capehart, fue agredida mientras pronunciaba un discurso para promover la toma de conciencia del referéndum constitucional programado para el 23 de agosto. Durante su presentación, varios jóvenes comenzaron a lanzarle piedras antes de que la policía interviniera y los arrestara. Capehart no resultó herida durante el ataque, pero un disc jockey que participó en el evento sufrió lesiones y fue llevado al hospital. Numerosos medios también informaron que el mismo día, el exfutbolista Christopher Wreh fue atacado después de haber respaldado la campaña de Sirleaf. Varios sospechosos no identificados fueron arrestados más adelante por la Policía Nacional en relación con el ataque a Capehart.
La presidenta Sirleaf se dirigió a la nación el 19 de agosto, condenando los ataques contra Doe-Sheriff y Nagbe como "motivados políticamente". Reiterando su llamado a las elecciones pacíficas, Sirleaf declaró: "La violencia y la intimidación de los actores políticos y de los individuos socava y destruye la democracia. Cada conducta negativa es el comienzo de la anarquía y si no se disuade, tal conducta podría revertir las conquistas políticas que hemos logrado y probablemente le costaría a nuestro país retroceder hacia otro conflicto civil". Sirleaf también ordenó a las fuerzas de seguridad del país investigar los ataques e impedir la violencia.

### Premio Nobel de la Paz
El 7 de octubre de 2011, cuatro días antes de la elección, Sirleaf recibió el Premio Nobel de la Paz 2011. Tubman denunció el premio a Sirleaf, declarando que "ella trajo la guerra a nuestra nación y estropeó el país" y que el premio era una "intervención provocativa" en la política liberiana. Sirleaf misma calificó el momento como una coincidencia y evitó mencionar el premio durante los últimos días de campaña.

## Referéndum constitucional

### Realización
En septiembre de 2010, la NEC anunció que se celebraría un referéndum popular para ratificar cuatro enmiendas constitucionales aprobadas por la Legislatura en agosto de 2010 antes de las elecciones. De ser aprobadas, tres enmiendas habrían afectado directamente las elecciones:
- El requisito de diez años de residencia para los candidatos presidenciales se habría reducido de diez a cinco años.
- Las elecciones se habrían celebrado el segundo martes de noviembre, retrasando las elecciones de 2011 hasta el 8 de noviembre.
- Las elecciones legislativas se realizarían con un sistema de escrutinio mayoritario uninominal de una sola vuelta, eliminando el sistema de dos vueltas usado hasta entonces, mientras que la segunda vuelta electoral se mantendría solo para las presidenciales.

El referéndum se celebró el 23 de agosto de 2011 y la NEC anunció el 31 de agosto que las cuatro enmiendas habían sido rechazadas. Después de un litigio, el Tribunal Supremo dictaminó el 20 de septiembre que la NEC había calculado incorrectamente los resultados, y que la enmienda sustituyendo el requisito de la mayoría absoluta para las elecciones legislativas había sido ratificada.

### Desafíos legales posteriores
El 14 de septiembre, el candidato presidencial Simeon Freeman del Movimiento por el Cambio Progresista presentó una petición ante la Corte Suprema solicitando que la Corte descalificara a los seis candidatos presidenciales del Partido de la Unidad, el Congreso para el Cambio Democrático, el Partido de la Libertad, la Coalición Democrática Nacional, la Unión Nacional para el Progreso Democrático y el Partido de la Transformación de Liberia. La petición decía que, debido al rechazo de la propuesta para reducir el período de residencia en el referéndum, ninguno de esos candidatos era elegible por haber estado ausentes durante la segunda guerra civil, acontecida hacía menos de siete años. El presidente de la NEC, James Fromayandice, replicó que el texto de la cláusula de residencia es vago, ya que no define el término "residente" ni dice si un candidato tiene que residir en Liberia durante los diez años inmediatamente anteriores a la elección. Como tal, Fromayan declaró que la NEC había calificado a los seis candidatos elegibles porque "no queremos penalizar a nadie sobre la base de una cláusula constitucional particular que carece de claridad".
Antes de una audiencia preliminar el 20 de septiembre, la Corte Suprema emitió una orden judicial prohibiendo que los seis candidatos hicieran campaña en espera del resultado del litigio. Sin embargo, el Tribunal suspendió la petición el 20 de septiembre después de que las partes demandadas alegaran que aún no habían podido presentar sus respuestas a las reclamaciones del MPC. La Corte rechazó la moción de los peticionarios el 5 de octubre, alegando que como el requisito de residencia había sido suspendido antes de las elecciones de 2005, el requisito no podría aplicarse hasta diez años después de la suspensión.

## Primera vuelta

### Jornada electoral

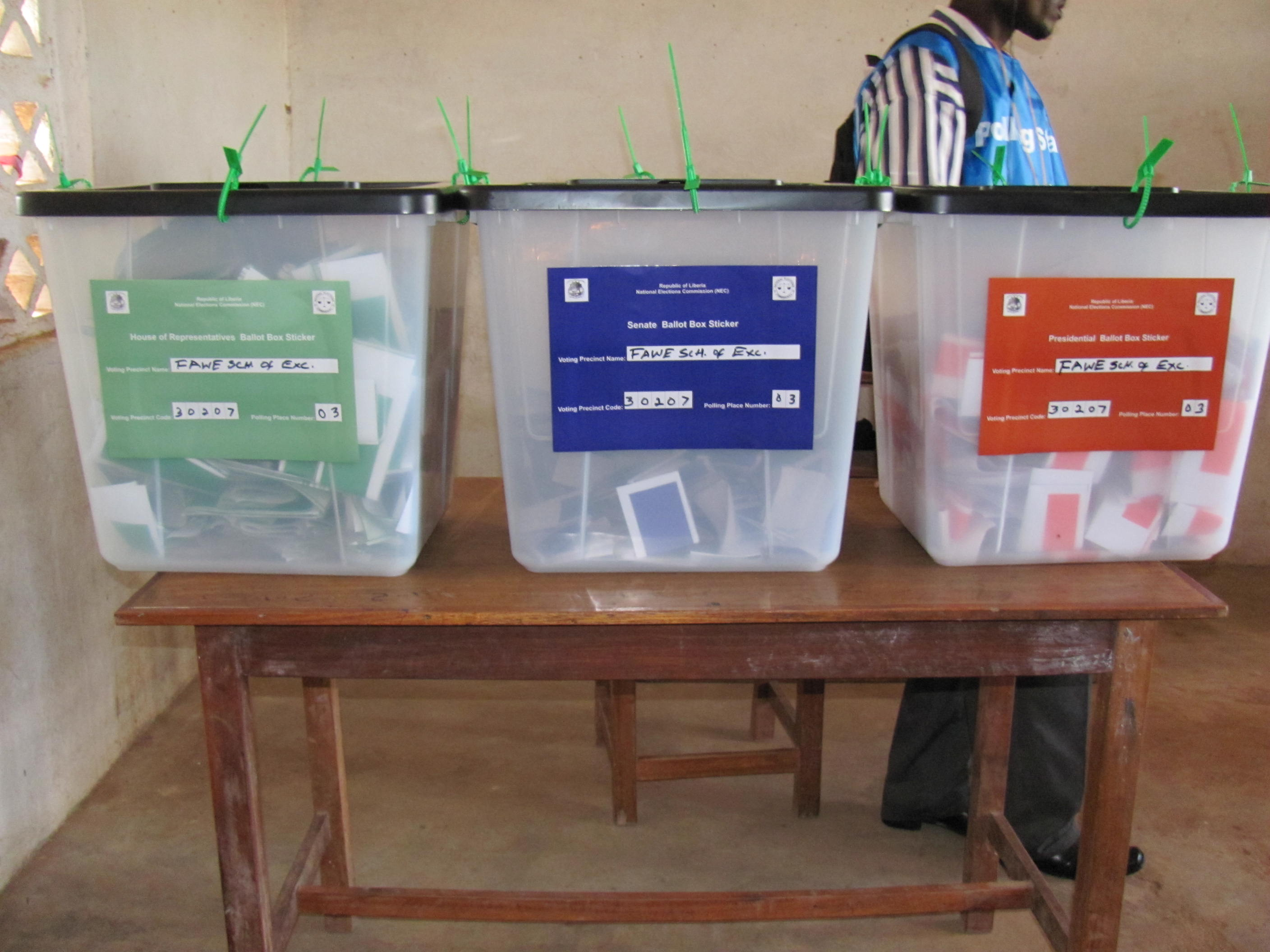
Urnas de las tres elecciones simultáneas: en verde la Cámara de Representantes, en azul el Senado, y en rojo la Presidencia de la República.

Las segundas elecciones generales democráticas de Liberia se llevaron a cabo el día martes 11 de octubre. El período de votación fue fluido y pacífico, sin informes de violencia. Se registró una fuerte participación electoral en la mayor parte del país. Las fuertes lluvias en el condado de Montserrado y la zona circundante condujeron a que hubiera retrasos menores en la abertura de algunos centros de votación, aunque la mayor parte del país estaba lejos del mal tiempo. La presidenta Sirleaf viajó a Feefee, en su condado nativo de Bomi para emitir su voto, mientras que Tubman votó en la Escuela Secundaria GW Gibson en Monrovia.

### Observación exterior
Los equipos de observadores del Centro Carter, la CEDEAO y la Unión Africana elogiaron la primera vuelta de las elecciones por su suavidad y tranquilidad. Specioza Kazibwe, jefa de la misión de observación de la UA, calificó las elecciones de "fenomenales" y elogió a los liberianos por su masiva concurrencia a votar a pesar del mal tiempo. El equipo de la UA también declaró que las elecciones eran "libres, justas, transparentes y creíbles" e instó a todos los partidos políticos a aceptar los resultados. La CEDEAO también elogió los comicios, declarando que: "en general, las elecciones del 11 de octubre de 2011, se llevaron a cabo en condiciones aceptables para la libertad de los votantes y la transparencia del proceso". La Comisión de Coordinación de las Elecciones, con sede en Liberia, elogió a los trabajadores por su profesionalidad y por dar especial prioridad a los votantes mayores, discapacitados y a las mujeres embarazadas. El Centro Carter señaló algunas irregularidades de procedimiento menores, pero señaló que ninguna de las irregularidades era lo suficientemente significativa como para afectar el resultado de la elección y calificó las elecciones de "pacíficas, ordenadas y notablemente transparentes". El Secretario General de las Naciones Unidas, Ban Ki-moon, declaró que las elecciones fueron un "hito importante" en el movimiento para "consolidar la paz y la democracia en el país".

### Resultados y rechazo opositor
Los resultados preliminares publicados por la NEC el 14 de octubre de 2011 mostraron que, con el 50.3% de los centros de votación escrutados, Sirleaf lideraba las elecciones con un 45.4% de los votos, con Tubman en segundo lugar con el 29.5% y Prince Johnson en el tercero con el 11.4%. El 15 de octubre, nueve partidos políticos anunciaron que se retiraban de las elecciones y ordenaron a sus observadores de la encuesta retirarse del proceso de supervisión, incluyendo el Congreso para el Cambio Democrático, Unión Nacional para el Progreso Democrático, el Partido Patriótico Nacional, la Coalición Nacional Democrática, Partido de la Transformación de Liberia, Partido de la Victoria del Cambio, el Partido de la Reconstrucción de Liberia y el Partido Democrático de Base. En un comunicado, las nueve partes afirmaron que la NEC estaba alterando fraudulentamente el recuento de votos para favorecer a Sirleaf, diciendo que planeaban presentar su evidencia de fraude a través de los medios de comunicación y que no aceptarían el resultado de las elecciones. Afirmaron que podían ofrecer testigos y fotografías para respaldar sus alegaciones de fraude. El mismo día, una oficina local del Partido de la Unidad en Monrovia fue incendiada, con la Misión de las Naciones Unidas en Liberia (UNMIL) y la Policía Nacional investigando el incidente.
El presidente de la NEC, Fromayan, rechazó las acusaciones de la oposición, afirmando que "todos los partidos que participaron en las elecciones, la población local y los observadores internacionales aclamaron que el proceso era libre, justo y transparente". Un portavoz del Partido de la Unidad acusó a la oposición de intentar crear el caos en el país, afirmando que: "Están haciendo esto porque no pueden ganar". El Centro Carter declaró que reconocía el resultado como transparente y creíble. En respuesta a la retirada, Luis Moreno-Ocampo, fiscal principal de la Corte Penal Internacional, dijo que la Fiscalía estaba vigilando de cerca los acontecimientos y advirtió que no se toleraría el uso de la violencia por parte de los partidos y los candidatos.
El 16 de octubre, el NEC emitió más resultados provisionales basándose en el 96.7% de las mesas escrutadas, con Sirleaf todavía liderando el conteo con el 44% de los votos, a siete puntos porcentuales de evitar una segunda vuelta. Tubman aumentó su segunda posición al 32.2% de los votos y Prince Johnson a un 11.8%. Los nueve partidos de la oposición pidieron un recuento de los votos, y exigieron a la NEC que liberara las urnas de cada distrito. Sin embargo, Tubman rectificó sus anteriores declaraciones, afirmando que, bajo los nuevos resultados y reconociéndose el proceso como libre, estaría dispuesto a participar en una eventual segunda vuelta contra Sirleaf. El 25 de octubre, se dieron a conocer los resultados. Sirleaf llevaba la delantera con el 43.9% de los votos, y en segundo lugar venía Tubman con el 32.7%. Se programó entonces una segunda vuelta entre Sirleaf y Tubman para el 8 de noviembre.
|  | 43.93 % |

|  | 32.68 % |

|  | 11.58 % |

|  | 5.45 % |

|  | 1.13 % |

|  | 1.06 % |

|  | 0.63 % |

|  | 0.48 % |

|  | 0.48 % |

|  | 0.46 % |

|  | 0.44 % |

|  | 0.42 % |

|  | 0.37 % |

|  | 0.34 % |

|  | 0.33 % |

|  | 0.22 % |

|  | 93.63 % |

|  | 6.37 % |

|  | 100.0 % |

|  | 71.64 % |

### Resultado por condado
| Condados                                                                     |                          |                       |                       |                            |                            |                      |                      |                  |                  |        |
|                                                                              |                          |                       |                       |                            |                            |                      |                      |                  |                  |        |
| Ellen Johnson-Sirleaf PU                                                     | Ellen Johnson-Sirleaf PU | Winston A. Tubman CDC | Winston A. Tubman CDC | Prince Yormie Johnson NUDP | Prince Yormie Johnson NUDP | Charles Brumskine PL | Charles Brumskine PL | Otros candidatos | Otros candidatos |        |
| Votos                                                                        | %                        | Votos                 | %                     | Votos                      | %                          | Votos                | %                    | Votos            | %                |        |
| Bomi                                                                         | 21.943                   | 65.25%                | 9.663                 | 28.73%                     | 334                        | 0.99%                | 395                  | 1.17%            | 1.294            | 3.86%  |
| Bong                                                                         | 48.391                   | 42.88%                | 37.787                | 33.48%                     | 3.282                      | 2.91%                | 11.404               | 10.11%           | 11.991           | 10.62% |
| Gbarpolu                                                                     | 16.394                   | 66.91%                | 5.583                 | 22.79%                     | 729                        | 2.98%                | 340                  | 1.39%            | 1.456            | 5.93%  |
| Grand Bassa                                                                  | 24.798                   | 33.25%                | 13.621                | 18.26%                     | 1.150                      | 1.54%                | 28.039               | 37.59%           | 6.981            | 9.36%  |
| Grand Cape Mount                                                             | 22.659                   | 61.10%                | 10.046                | 27.09%                     | 612                        | 1.65%                | 606                  | 1.63%            | 3.162            | 8.53%  |
| Grand Gedeh                                                                  | 4.514                    | 15.16%                | 21.877                | 73.49%                     | 607                        | 2.04%                | 749                  | 2.52%            | 2.021            | 6.79%  |
| Grand Kru                                                                    | 8.847                    | 48.04%                | 7.472                 | 40.58%                     | 392                        | 2.13%                | 201                  | 1.09%            | 1.503            | 8.16%  |
| Lofa                                                                         | 64.623                   | 70.99%                | 12.650                | 13.90%                     | 1.914                      | 2.10%                | 1.576                | 1.73%            | 10.264           | 11.28% |
| Margibi                                                                      | 35.632                   | 44.19%                | 30.691                | 38.06%                     | 2.551                      | 3.16%                | 5.498                | 6.82%            | 6.263            | 7.77%  |
| Maryland                                                                     | 12.327                   | 42.48%                | 13.677                | 47.13%                     | 320                        | 1.10%                | 520                  | 1.79%            | 2.177            | 7.50%  |
| Montserrado                                                                  | 201.346                  | 44.40%                | 207.710               | 45.80%                     | 16.031                     | 3.54%                | 11.211               | 2.47%            | 17.169           | 3.79%  |
| Nimba                                                                        | 41.269                   | 25.25%                | 4.595                 | 2.81%                      | 110.735                    | 67.75%               | 1.393                | 0.85%            | 5.460            | 3.34%  |
| River Cess                                                                   | 6.709                    | 39.01%                | 5.470                 | 31.81%                     | 266                        | 1.55%                | 3.179                | 18.49%           | 1.573            | 9.14%  |
| River Gee                                                                    | 9.809                    | 54.32%                | 5.669                 | 31.62%                     | 515                        | 2.87%                | 387                  | 2.16%            | 1.547            | 9.03%  |
| Sinoe                                                                        | 10.759                   | 46.63%                | 7.859                 | 34.06%                     | 348                        | 1.51%                | 302                  | 1.31%            | 3.805            | 16.49% |
| Fuente: African Elections Database, 2011 presidential election (First Round) |                          |                       |                       |                            |                            |                      |                      |                  |                  |        |

## Segunda vuelta

### Apoyos
El 18 de octubre, inmediatamente después de anunciados los resultados preliminares, Prince Johnson declaró su apoyo a Sirleaf, a pesar de haber rechazado los resultados de la primera vuelta originalmente. En su declaración objetó: "Algunas de sus políticas son buenas para el país. Si bien no todas sus políticas son buenas, se puede hacer una suma y resta de lo que queremos ver reflejado en su presidencia". Calificó a Sirleaf como "el menor de dos males", y afirmó que no apoyó a Tubman por el objetivo declarado del CDC de seguir el consejo de la Comisión de la Verdad y Reconciliación y procesar a Johnson por crímenes de guerra. El expresidente Moses Blah respaldó a Sirleaf el 24 de octubre, elogiando los proyectos de desarrollo de su administración en su condado nativo de Nimba. Togba-Nah Tipoteh, el séptimo lugar, del Partido de la Alianza de la Libertad de Liberia también respaldó a Sirleaf el 27 de octubre, elogiando su administración por el nivel de transparencia que había traído al proceso político. Charles Brumskine, que quedó cuarto en la primera ronda, respaldó a Sirleaf el 31 de octubre, diciendo: "Nuestra tarea es tener una capacidad de juzgar y el potencial de esforzarnos de buena fe para sacar nuestro país adelante".  Sirleaf también recibió el apoyo de Gladys Beyan, el sexto lugar, del Partido Democrático Popular de Liberia.

### Boicot del CDC
Diez partidos de oposición, incluidos los nueve partidos que se retiraron brevemente de las elecciones, se reunieron el 17 de octubre con Ellen Margrethe Løj, Representante Especial del Secretario General de las Naciones Unidas ante la UNMIL, pidiendo a la ONU que gestionara la segunda vuelta electoral en lugar del NEC. La CEDEAO anunció que enviaría un contingente mayor de observadores, pero criticó las posturas de la oposición y los instó a utilizar los "medios constitucionales" para presentar sus quejas.
El 26 de octubre, Tubman declaró que a menos que el liderazgo de la NEC fuera reemplazado, boicotearía la segunda vuelta. Tubman dijo que su partido había perdido la confianza en la imparcialidad de la NEC debido a las alegaciones del CDC de la manipulación del voto y su sensación que el NEC no había tomado en cuenta sus preocupaciones. Acarous Gray, Secretario General del CDC, especificó el 27 de octubre que a menos que el gobierno destituyera al presidente Fromayan de la NEC, no participaría en la segunda vuelta. Las amenazas se produjeron luego de que el CDC publicara una carta, supuestamente un comunicado de la NEC, informando que Tubman había obtenido el 43.9% de los votos contra el 32.7% de Sirleaf. La NEC reconoció la carta, pero dijo que las cifras de votación incorrectas habían sido un error tipográfico. El 28 de octubre, la NEC despidió al jefe de su departamento de comunicación como resultado del error.
Aunque no reconoció las alegaciones de parcialidad, Fromayan dimitió como presidente de la NEC el 30 de octubre, afirmando que: "estoy renunciando para dar un paso hacia la paz. No quiero ser un obstáculo para la celebración de la segunda vuelta". Su vicepresidente, Elizabeth J. Nelson, asumió su papel en el NEC ese mismo día. El secretario de prensa de Sirleaf dijo que Sirleaf había aceptado la dimisión de Fromayan, agregando, "El presidente también le agradeció por su servicio al pueblo de Liberia". Tubman celebró la noticia, afirmando que: "Es una victoria para el CDC, una victoria para la democracia y una victoria para el pueblo liberiano". Sin embargo, el 31 de octubre, el Secretario General del CDC, Acarous Gray, declaró que si bien la renuncia de Fromayan era un paso adelante, el CDC no participaría en la segunda vuelta, a menos que el NEC contara los votos de la primera ronda y investigara suficientemente sus alegaciones de fraude electoral. Tubman respondió ese mismo día que él, y no Gray, estaba facultado para tomar la decisión de participar o no en la segunda vuelta, al ser el candidato presidencial, y que aún no había tomado una decisión. El ministro adjunto de Información para Asuntos Públicos, Jerelimic Piah, dijo que el gobierno vio las declaraciones contradictorias de Tubman y la dirección del CDC como evidencia de que Tubman ya no estaba totalmente al control de su propio partido e instó a Tubman a afirmar su liderazgo sobre el CDC para reducir los "comentarios provocativos" de los miembros del CDC.
El 4 de noviembre, Tubman declaró que boicotearía la segunda vuelta, diciendo: "Nunca recompensaremos el fraude y el abuso de poder y nunca daremos legitimidad a un proceso político corrupto". Tubman agregó que "cualquier gobierno que salga del proceso del 8 de noviembre llegará sin un mandato nacional y no será reconocido por el CDC". El NEC dijo que bajo los términos de la constitución del país y la ley electoral, la segunda vuelta se llevaría a cabo independientemente del boicot del CDC e instó a los votantes a ignorar el llamado a la abstención.

### Reacción general al boicot
Sirleaf instó a los votantes a asistir a las urnas y votar por el candidato de su elección en una dirección de radio nacional el 5 de noviembre, argumentando que "Tubman ha pedido a los liberianos que renuncien a su deber cívico, a su derecho a votar" y que "lo que hace es perder el derecho a ganar porque le teme a la derrota". La delegación de la CEDEAO manifestó su decepción por el "tono retrógrado" de Tubman y volvió a pedir su participación en la segunda vuelta, agregando que reconocerían a cualquier presidente que juzgaran electo en una elección libre y justa, con o sin boicot. La jefa de la misión de observación de la UA, Speciosa Kazibwe, dijo: "Estamos muy preocupados, es una mala señal, los líderes políticos deben estar preparados para ganar o perder". Un portavoz del Departamento de Estado de los Estados Unidos también expresó su decepción por la decisión de Tubman, al señalar que "la acusación del CDC de que las elecciones fueron fraudulentas no está demostrada". El portavoz también advirtió sanciones contra cualquier intento de violencia por los partidarios del CDC.

### Protestas contra la celebración de la segunda vuelta
Los enfrentamientos entre la Policía Nacional de Liberia (LNP) y los manifestantes del CDC dejaron al menos dos muertos y varios heridos fuera de la sede del CDC en Sinkor el 7 de noviembre de 2011. El CDC había convocado a una masiva protesta contra la celebración de la segunda vuelta. Los manifestantes dijeron que habían planeado marchar a través de Monrovia a la sede de la UNMIL y a la Embajada de los Estados Unidos para presentar una petición para la cancelación de la segunda vuelta. Cuando la Policía Nacional bloqueó el acceso al bulevar Tubman, la multitud empezó a tirar piedras contra los oficiales e intentar romper la línea policial, lo que provocó el despliegue de gases lacrimógenos y disparos que mataron al menos a una persona.
Un portavoz de la Policía Nacional afirmó inicialmente que los oficiales no habían desplegado rondas en vivo contra los manifestantes, limitándose a gas lacrimógeno con el fin de "dispersar a la multitud para que las personas que no formaban parte de la manifestación pudieran moverse libremente". Tubman y Weah citaron el incidente como evidencia de que la segunda vuelta no debería tener lugar. Más tarde, la policía admitió que un oficial había disparado contra la multitud, pero que ya había sido detenido por la UNMIL. La ministra de Justicia, Christiana Tah, dijo que la seguridad se incrementaría durante las elecciones y que se llevaría a cabo una investigación sobre el incidente. Mientras que los informes iniciales de la escena afirmaban que al menos cuatro personas habían sido asesinadas, funcionarios más tarde dijeron que sólo dos personas habían muerto. El 11 de noviembre, la presidenta Sirleaf anunció la formación de una comisión independiente para investigar el tiroteo y prometió que cualquier persona que violara la ley sería llevada ante la justicia. Por recomendación de la comisión, Sirleaf despidió al inspector general de LNP, Marc Amblard, quien aceptó la responsabilidad por el incidente.

### Cierre de los medios de comunicación
Tras el motín ocurrido el 7 de noviembre, el gobierno cerró cuatro estaciones de radio y tres estaciones de televisión, todas las cuales eran descritas como "pro-CDC". El gobierno dijo que los cierres habían sido legales, con un decreto ordenando los cierres emitido por el Tribunal Penal del Primer Circuito Judicial en Monrovia. La petición del gobierno a la Corte argumentó que las estaciones habían "utilizado ilegalmente sus respectivos medios de comunicación difundiendo mensajes de odio contra el gobierno y propagando deliberadamente información errónea y mensajes de violencia e instigando a la gente a levantarse y tomar las calles y enfrentarse a la Policía Nacional de Liberia ya las fuerzas de seguridad de las Naciones Unidas". Sirleaf dijo más tarde que los cierres habían sido realizados "con el objetivo de prevenir la incitación a más violencia y proteger vidas". Los cierres fueron condenados por el Sindicato de Prensa de Liberia, Centro de Medios de Liberia, el Centro de Ciencias de la Información y Construcción de la Paz, Reporteros sin Fronteras, el Comité de Protección de Periodistas , y el Partido de la Libertad. El Primer Tribunal Penal del Circuito Judicial ordenó la reapertura de todas las estaciones cerradas el 15 de noviembre.

### Jornada electoral
El día martes 8 de noviembre se realizó la segunda vuelta. La participación fue baja, con algunos centros de votación cerrando temprano al darse cuenta de que no aparecerían más votantes. Sin embargo, los observadores internacionales de la CEDEAO y el Centro Carter elogiaron todavía la elección, con el Centro Carter declarando que las "elecciones nacionales de Liberia se llevaron a cabo en general de acuerdo con el marco legal del país y las obligaciones internacionales, que prevén elecciones democráticas auténticas. Mientras que la segunda vuelta fue socavada por el boicot de los CDC, la erupción de la violencia electoral y la baja participación de los votantes, se permitió a los liberianos que deseaban participar expresar su voluntad en un proceso transparente y creíble".

### Resultados
A pesar del boicot opositor, 62.207 personas ignoraron el llamado a la abstención de Tubman y votaron por él de todas formas. Sirleaf obtuvo un triunfo aplastante, de más del 90% de los votos, siendo reelegida en el cargo de Presidente de la República de Liberia. La participación estuvo cerca del 39%.
|  | 90.71 % |

|  | 9.29 % |

|  | 96.33 % |

|  | 3.67 % |

|  | 100.0 % |

|  | 38.60 % |

### Resultado por condado
| Condados                                                                      |                          |                       |                       |        |
|                                                                               |                          |                       |                       |        |
| Ellen Johnson-Sirleaf PU                                                      | Ellen Johnson-Sirleaf PU | Winston A. Tubman CDC | Winston A. Tubman CDC |        |
| Votos                                                                         | %                        | Votos                 | %                     |        |
| Bomi                                                                          | 20.054                   | 92.38%                | 1.654                 | 7.62%  |
| Bong                                                                          | 52.949                   | 83.45%                | 10.499                | 16.55% |
| Gbarpolu                                                                      | 15.098                   | 90.99%                | 1.495                 | 9.01%  |
| Grand Bassa                                                                   | 25.446                   | 87.39%                | 3.673                 | 12.61% |
| Grand Cape Mount                                                              | 19.085                   | 89.47%                | 2.245                 | 10.53% |
| Grand Gedeh                                                                   | 13.795                   | 83.67%                | 2.692                 | 16.33% |
| Grand Kru                                                                     | 14.318                   | 90.57%                | 1.490                 | 10.43% |
| Lofa                                                                          | 72.309                   | 91.79%                | 6.470                 | 8.21%  |
| Margibi                                                                       | 33.207                   | 85.80%                | 5.495                 | 14.20% |
| Maryland                                                                      | 12.141                   | 80.52%                | 2.937                 | 19.48% |
| Montserrado                                                                   | 190.120                  | 92.88%                | 14.571                | 7.12%  |
| Nimba                                                                         | 114.528                  | 96.73%                | 3.868                 | 3.27%  |
| River Cess                                                                    | 6.020                    | 84.31%                | 1.120                 | 15.69% |
| River Gee                                                                     | 8.492                    | 83.64%                | 1.661                 | 16.36% |
| Sinoe                                                                         | 10.056                   | 81.14%                | 2.337                 | 18.86% |
| Fuente: African Elections Database, 2011 presidential election (Second Round) |                          |                       |                       |        |

## Resultados legislativos

### Elecciones a la Cámara de Representantes
|  | 17.76 % |

|  | 32.9 % |

|  | 12.84 % |

|  | 15.1 % |

|  | 9.20 % |

|  | 9.6 % |

|  | 3.92 % |

|  | 8.2 % |

|  | 5.74 % |

|  | 6.8 % |

|  | 3.33 % |

|  | 4.1 % |

|  | 2.08 % |

|  | 4.1 % |

|  | 2.37 % |

|  | 2.7 % |

|  | 4.53 % |

|  | 1.4 % |

|  | 1.04 % |

|  | 1.4 % |

|  | 0.77 % |

|  | 1.4 % |

|  | 1.38 % |

|  | 1.32 % |

|  | 1.19 % |

|  | 0.84 % |

|  | 0.76 % |

|  | 0.72 % |

|  | 0.70 % |

|  | 0.69 % |

|  | 0.68 % |

|  | 0.65 % |

|  | 0.56 % |

|  | 0.42 % |

|  | 0.08 % |

|  | 0.08 % |

|  | 0.07 % |

|  | 19.65 % |

|  | 12.3 % |

|  | 93.39 % |

|  | 6.61 % |

|  | 100.0 % |

|  | 70.83 % |

### Elecciones al Senado
|  | 20.20 % |

|  | 10.00 % |

|  | 12.85 % |

|  | 33.33 % |

|  | 10.47 % |

|  | 3.33 % |

|  | 5.48 % |

|  | 20.00 % |

|  | 4.01 % |

|  | 6.66 % |

|  | 3.76 % |

|  | 3.25 % |

|  | 3.33 % |

|  | 2.32 % |

|  | 6.66 % |

|  | 1.56 % |

|  | 3.33 % |

|  | 1.41 % |

|  | 0.77 % |

|  | 0.76 % |

|  | 0.54 % |

|  | 0.35 % |

|  | 0.29 % |

|  | 0.21 % |

|  | 0.19 % |

|  | 3.33 % |

|  | 0.06 % |

|  | 0.03 % |

|  | 24.73 % |

|  | 10.00 % |

|  | 93.23 % |

|  | 6.77 % |

|  | 100.0 % |

|  | 71.33 % |

## Eventos post electorales
Tubman expresó inicialmente su interés en la reconciliación con el gobierno, declarando el 11 de noviembre que "puesto que la señora Sirleaf ahora demandará que ella es la presidente y es reconocida por la comunidad internacional, tenemos que encontrar una manera de trabajar con ella y creo que no está más allá de nuestra capacidad encontrar una manera de que eso suceda". Sin embargo, invirtió su posición al día siguiente, llamando al Partido de la Unidad "secuestradores electorales" y pidiendo nuevas elecciones y más protestas a los partidarios del CDC. El gobierno rechazó la demanda de Tubman de que se realizaran nuevas elecciones.
El 11 de noviembre, Sirleaf anunció que establecería una "iniciativa nacional de paz y reconciliación" para abordar las divisiones del país y comenzar "un diálogo nacional que nos unirá". La Premio Nobel de la Paz Leymah Gbowee (que había recibido el premio junto a la mandataria) fue elegida por Sirleaf para llevar a cabo la iniciativa.
El representante Nelson Wah Barh, quien había sido reelegido como representante de la Cámara de Representantes del Distrito 3 de Sinoe, murió el 17 de octubre poco antes de que su partido intentara celebrar su reelección. La NEC anunció que llevaría a cabo una elección parcial para ocupar el asiento de Barh, pero señaló que las elecciones no podían celebrarse hasta que la 53.ª Legislatura se reuniera en enero y oficialmente informara a la Comisión de la vacante.